# Theodor-Heuss-Kolleg
Das Theodor-Heuss-Kolleg unterstützt international junge Menschen, die ihre Gesellschaft als aktive und eigenverantwortliche Bürger mitgestalten wollen. Es ist ein Programm der Robert Bosch Stiftung und des MitOst e.V. und hat seinen Sitz in der Geschäftsstelle des MitOst e.V. in Berlin (Deutschland).
Die dem Kolleg zu Grunde liegende Idee speist sich aus den Konzepten
- ehrenamtliches Engagement,
- aktive Bürgerschaft
- eine vom Einzelnen gestaltbare Zivilgesellschaft
- selbstgesteuertes Lernen und Empowerment

Mit seinem Programm, das Trainings, Seminare, Fortbildungen, Förderung ehrenamtlicher Projektarbeit und Begleitung durch Mentoren beinhaltet, konzentriert sich das Theodor-Heuss-Kolleg auf die persönliche Entwicklung des Einzelnen, die Stärkung der sozialen Kompetenzen und die Übernahme von Verantwortung. Die Teilnehmer werden über mehrere Monate hinweg qualifiziert, um sich als aktive Bürger in ihre Gesellschaft einbringen zu können. Das Programm beinhaltet auch Multiplikatoren- und Trainer-Ausbildungen und die Integration in das internationale Netzwerk.

## Hauptaktivitäten
Das Theodor-Heuss-Kolleg verfügt über keine eigenen Räume für Bildungsmaßnahmen, sondern führt diese mit Kooperationspartnern in verschiedenen Ländern an verschiedenen Orten durch. Es organisiert Qualifizierungsprogramme für politische Bildung, bürgerschaftliches Engagement und zur Förderung einer aktiven Zivilgesellschaft. In verschiedenen Schwerpunktregionen führt es diese gemeinsam mit Partnern in verschiedenen Sprachen in lokalen oder grenzüberschreitenden Kooperationen durch:
- Südosteuropa mit „Balkans, let´s get up!“
- Ukraine/Polen/Belarus mit dem Programm „Werkstatt bürgerschaftlichen Engagements“
- Georgien mit Diversity School
- Aserbaidschan mit „Time for Development“
- Armenien mit „EcoLab“
- Türkei, Nordostanatolien mit „Take the Chance“
- Russland, Nordkaukasus mit „New Horizons“
- Russland, Sibirien mit „Von der Idee zur Aktion“
- Baltikum mit „Bridge It!“
- Moldau mit „activEco – Sustainability in Action“
- Ägypten mit „Khatwa“
- Deutschland mit „RuhrstadtTRÄUMER“[1][2]

## Qualifizierungskonzept
Das vierstufige Qualifizierungskonzept des Kollegs wurde entwickelt, um ehrenamtliche Arbeit – speziell Projektarbeit als Qualifizierungsfeld für bürgerschaftliche Kompetenzen zu nutzen. Es ist im Kern in jeder Programmaktivität wiederzufinden und orientiert sich an der Entwicklung der Kompetenzen der Teilnehmenden.

### 1. Ideen
Ausgangsfrage für das ehrenamtliche Engagement sind die Fragen nach den persönlichen Wünschen („was willst du tun?“) und nach dem gesellschaftlichen Bedarf („was stört dich?“). In bunt zusammengesetzten Gruppen ermöglicht eine auf Erfahrungsaustausch unter Gleichgesinnten und dem Einsatz von Kreativitätstechniken beruhende Methodik erste Antworten.
Im Übergang zur zweiten Phase werden Potenziale analysiert und ein konkreterer Rahmen für ein Projektkonzept entwickelt („welche Möglichkeiten hast du in deinem Umfeld?“).

### 2. Konkretisierung
Darauf aufbauend wird planerisch gearbeitet. Teams bilden sich, Unterstützer werden gewonnen, Finanz und Zeitpläne werden konkretisiert. Fortbildungen, die die Besonderheiten des Projektmanagements in ehrenamtlichen Projekten berücksichtigen, helfen den Projekt-Teams. Grundlegend ist hierbei der Ansatz des eigenverantwortlichen selbstgesteuertes Lernen.

### 3. Begleitung und Umsetzung
Während ihres Engagements werden die Projekte-Teams begleitet. Das Mentoring durch erfahrene Projektleiter – viele Alumni und selbst aktive Ehrenamtler – basiert auf einem individuellen Mix aus Beratung und Coaching und unterstützt so das selbst gesteuerte Lernen.

### 4. Reflexion
Die Dynamik des Projektprozesses vom Beginn bis zur Abwicklung dient zur Qualifizierung der in diesen Prozess Involvierten für bürgerschaftliches Handeln. Deshalb werden in der Reflexionsphase die Lernerfolge des Einzelnen gezielt evaluiert, die gesellschaftliche Wirkung ehrenamtlicher Projekte thematisiert und der Austausch über zukünftiges Engagement ermöglicht.

## Trainer, Mentoring und Koordinatoren-Ausbildung
Die Aktivitäten des Theodor-Heuss-Kollegs mit den Schwerpunkten auf Projektmanagement, interkulturelle Kommunikation, aktive Bürgerschaft und selbstgesteuertes Lernen werden von Fachkräften (im Bereich nonformale Bildung) durchgeführt, die zu diesem Zweck in folgenden Profilen ausgebildet werden:
- Gestaltung von Lernprozessen und Didaktik der nonformalen Bildung
- Mentoring, worunter im Theodor-Heuss-Kolleg die Begleitung von ProjektTeams und Personen während ihres Engagements verstanden wird.
- Qualifizierung von Koordinatoren für Programme der Active Citizenship Education.

Ein Grundsatz ist, dass ehemalige Teilnehmende an den Programmen des Kollegs durch diese Qualifizierungen eine Möglichkeit bekommen, ihre Erfahrungen authentisch weiterzugeben (Peer-Education), sich zu qualifizieren und sie aktiv in ein internationales Netzwerk einzubinden.

## Träger und Entwicklung des Programms
Das Theodor-Heuss-Kolleg ist ein Programm der Robert Bosch Stiftung und des MitOst e.V. – Verein für Sprach- und Kulturaustausch in Mittel-, Ost- und Südosteuropa. Es wurde 2000 von der Robert Bosch Stiftung ins Leben gerufen. Das Theodor-Heuss-Kolleg arbeitet eng mit der Familie Heuss um Ursula Heuss-Wolff und Ludwig Theodor Heuss sowie den Theodor Heuss gedenkenden Institutionen zusammen: Stiftung Bundespräsident-Theodor-Heuss-Haus, der Theodor-Heuss-Stiftung und dem Theodor-Heuss-Museum der Stadt Brackenheim zusammen.